# Glendale, Colorado
Glendale är en ort i Arapahoe County i delstaten Colorado, USA.